# Sens-de-Bretagne
Sens-de-Bretagne is een gemeente in het Franse departement Ille-et-Vilaine (regio Bretagne). De plaats maakt deel uit van het arrondissement Rennes. Sens-de-Bretagne telde op 1 januari 2022 2.620 inwoners.

## Geografie
De oppervlakte van Sens-de-Bretagne bedroeg op 1 januari 2022 30,82 vierkante kilometer; de bevolkingsdichtheid was toen 85 inwoners per km².

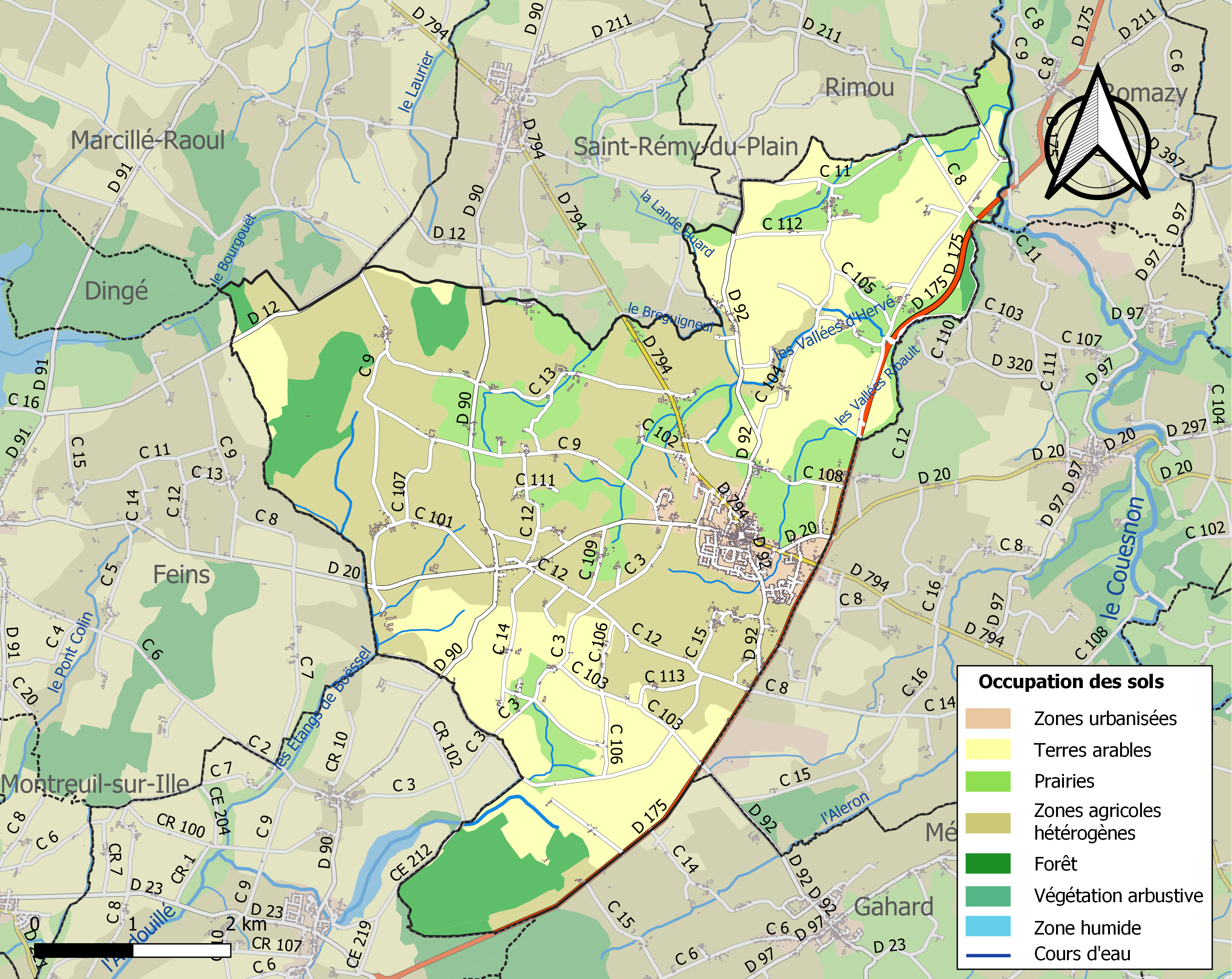
Kaart van de gemeente met belangrijkste infrastructuur, bodemgebruik en omliggende gemeenten

## Demografie
Onderstaande figuur toont het verloop van het inwonertal, bron: INSEE-tellingen. 